# جون ماكبرايد (مخرج)
جون ماكبرايد (بالإنجليزية: Jon McBride)‏ هو مخرج أمريكي، ولد في 1960.

## وصلات خارجية
- جون ماكبرايد على موقع IMDb (الإنجليزية)
- جون ماكبرايد على موقع أول موفي (الإنجليزية)
- جون ماكبرايد على موقع قاعدة بيانات الفيلم (الإنجليزية)
- جون ماكبرايد على موقع كينوبويسك (الروسية)